# Campionati del mondo di atletica leggera indoor 2026
I Campionati del mondo di atletica leggera indoor 2026 (in inglese 21th World Athletics Indoor Championships) saranno la 21ª edizione dei campionati del mondo di atletica leggera indoor. La competizione si svolgerà tra il 20 e il 22 marzo presso la pista al coperto della Arena Toruń, in Polonia. La Polonia ospiterà per la seconda volta questa manifestazione, dopo quella di Sopot 2014.
Il 22 marzo 2023, il World Athletics Council ha assegnato i Campionati mondiali di atletica leggera indoor 2026 a Toruń, patrimonio mondiale dell'UNESCO, nella regione della Cuiavia-Pomerania in Polonia.